# Чаглавица
Чаглавица (алб. Çagllavicë) је насељено место у граду Приштини, на Косову и Метохији. Према попису из 2024. у насељу је живело 8.487 становника. По законима самопроглашене Републике Косово, насеље је подељено 2008. године између града Приштине и општине Грачаница.

## Положај
Насеље обухвата површину од 1173 ha. Састоји се из три махале: Сташићева, Лазићева и Терзићева.

## Историја
Друштвено-културни центар је отворен 27. децембра 1987.

## Становништво
Према попису из 2011. године, обухватајући становнике из оба дела, Чаглавица има следећи етнички састав становништва:
| Националност | 2011.          |
| Албанци      | 4.401 (88,80%) |
| Срби         | 444 (8,96%)    |
| Роми         | 42 (0,85%)     |
| Турци        | 35 (0,70%)     |
| Бошњаци      | 3 (0,06%)      |
| остали       | 31 (0,63%)     |
| Укупно       | 4.956          |

| Демографија | Демографија | Демографија |
| Година      | Становника  | Становника  |
| ----------- | ----------- | ----------- |
| 1948.       | 669         |             |
| 1953.       | 741         |             |
| 1961.       | 789         |             |
| 1971.       | 866         |             |
| 1981.       | 1.104       |             |
| 1991.       | 1.205       |             |
| 2011.       | 4.956       |             |

## Медији
Након завршетка рата на Косову и Метохији и НАТО бомбардовања Југославије 1999. године, српско становништво је остало медијски изоловано. Након тога, у Чаглавици је основан Радио Ким, који је са емитовањем започео децембра 2000. године. Радио КиМ је локална радио станица и покрива територију централног дела Косова и Метохије. Од маја 2013. године ови медији су добили и кабловски ТВ канал, ТВ Центар, који уз помоћ кабловских дистрибутера покрива територију Косова и Метохије. Медији се баве емитовањем на српском језику, информативног програма, сервисних информација, емисија о култури, музици, расељеним лицима и повратницима.
У Чаглавици се налази и седиште Медија центра, невладине организације основане 2007. године, која се бави организовањем суочавања и дебата на пољу медија, са циљем хармонизације, унапређења друштвених и економских односа, те развоја демократије на Косову и Метохији. Осим тога, бави се развојем обучавања медијских радника у електронским и штампаним медијима. Рад ове организације, уз исте донаторе које има Радио КиМ-а, подржава и Министарство културе и информисања Републике Србије.
Од 2010. у Чаглавици се налази и централна јединица Независне ТВ мреже коју чине: Њу прес продукција из Чаглавице, ТВ Мир из Лепосавића, ТВ Мост из Звечана, ТВ Плус из Шилова и ТВ Херц из Штрпца.